# Coppa Sabatini 2023
La Coppa Sabatini 2023, settantunesima edizione della corsa e valida come quarantatreesima prova dell'UCI ProSeries 2023 categoria 1.Pro, si svolse il 14 settembre su un percorso di 198,9 km, con partenza e arrivo a Peccioli, in Italia. La vittoria fu appannaggio dello svizzero Marc Hirschi, il quale completò il percorso in 4h47'15", alla media di 41,546 km/h, precedendo il francese Pavel Sivakov e lo sloveno Tadej Pogačar.
Sul traguardo di Peccioli 48 ciclisti, dei 123 partiti dalla stessa località, hanno portato a termine la competizione.

## Squadre e corridori partecipanti
| N.    | Cod. | Squadra                  |
| ----- | ---- | ------------------------ |
| 2-8   | IGD  | Ineos Grenadiers         |
| 11-17 | AQT  | Astana Qazaqstan Team    |
| 21-27 | COF  | Cofidis                  |
| 31-37 | EFE  | EF Education-EasyPost    |
| 41-47 | ICW  | Intermarché-Circus-Wanty |
| 51-57 | JAY  | Team Jayco AlUla         |
| 61-67 | UAD  | UAE Team Emirates        |
| 71-77 | COR  | Corratec Selle Italia    |
| 81-87 | EOK  | Eolo-Kometa Cycling Team |

| N.      | Cod. | Squadra                           |
| ------- | ---- | --------------------------------- |
| 91-97   | EUS  | Euskaltel-Euskadi                 |
| 101-107 | GBF  | Green Project-BardianiCSF-Faizanè |
| 112-117 | Q36  | Q36.5 Pro Cycling Team            |
| 121-127 | TEN  | TotalEnergies                     |
| 131-137 | EHE  | Electro Hiper Europa              |
| 141-147 | GSS  | GW Shimano-Sidermec               |
| 151-157 | MGK  | MG.K Vis Colors for Peace         |
| 161-167 | TER  | Team Technipes inEmiliaRomagna    |
| 171-177 | IWD  | Work Service-Vitalcare-Dynatek    |

## Ordine d'arrivo (Top 10)
| Pos. | Corridore        | Squadra       | Tempo    |
| ---- | ---------------- | ------------- | -------- |
| 1    | Marc Hirschi     | UAE           | 4h47'15" |
| 2    | Pavel Sivakov    | Ineos         | a 2"     |
| 3    | Tadej Pogačar    | UAE           | a 18"    |
| 4    | Guillaume Martin | Cofidis       | s.t.     |
| 5    | Aleksej Lucenko  | Astana        | s.t.     |
| 6    | Walter Calzoni   | Q36.5         | a 2'10"  |
| 7    | Richard Carapaz  | EF            | a 2'17"  |
| 8    | Michael Valgren  | EF            | a 3'54"  |
| 9    | George Bennett   | UAE           | a 4'45"  |
| 10   | M. Burgaudeau    | TotalEnergies | a 6'04"  |